# Type 59

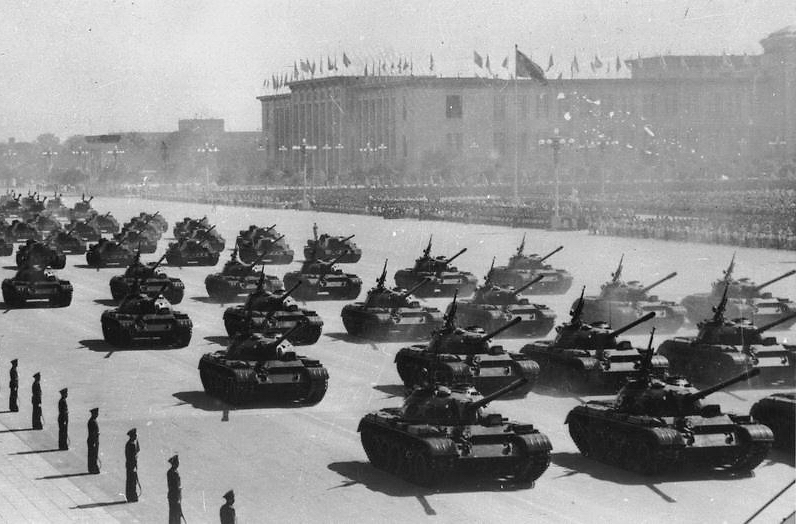
Type 59.

A família de veículos T-54 / T-55 / T-62 é uma família de carros de combate de origem soviética, inspirada originalmente no tanque T-34 e no tanque KV. Quando no final da II Guerra Mundial a Alemanha colocou ao serviço carros de combate mais pesados, a União Soviética respondeu, equipando os seus caça-tanques com canhões de 100mm. As experiências com o tanque T-34/100 não tiveram sucesso, pelo que as experiências continuaram com o projecto que haveria de conduzir ao T-54/T-55. Pode-se afirmar que a junção dos dois conceitos, de tanque pesado KV armado com uma canhão de 100mm por um lado e da suspensão do T-34, resultaram no T-54.

## Historia e Desenvolvimento
O T-54 não foi no entanto pensado para ser o carro de combate mais poderoso no exército soviético, que continuou na sua doutrina a dar grande importância aos carros de combate mais pesados, como foi o caso dos carros pesados IS-1 até ao T-10.
O T-54 converteu-se posteriormente em T-55, que tem modificações mínimas ao nível da torre e do canhão principal.
Mais tarde, foi concebido o T-62, que é essencialmente e um T-55 ligeiramente maior, que se distingue principalmente pelo canhão de 115mm, em substituição do canhão de 100mm que caracteriza o T-55.
O T-55 foi fabricado na antiga União Soviética, mas também foi fabricado na China, onde foi conhecido como Type-59 e na Romênia.
Na China o T-55 deo posteriormente origem a outros veículos derivados.
A partir dos anos 60 o T-55 começou a ser relegado para funções secundárias na Europa, sendo sucedido pelo T-62, ao mesmo tempo que as unidades mais modernas da URSS recebiam o tanque T-64 e posteriormente o T-72.
A quantidade de tanques T-55 ao serviço em variadíssimos exércitos do mundo levaram a que mesmo depois da a sua produção ter terminado várias empresas desenvolvessem modernizações e upgrades.
A mais conhecida modificação semi-oficial do tanque T-55, é conhecida como T-55AM2, mas várias outras versões e derivações mais modernas deste tanque são oferecidas ainda hoje por várias industrias militares desde a Eslovénia à Ucrânia.
O tanque chinês Tipo 59 (designação industrial chinesa: WZ120) foi o principal tanque de batalha chinês produzido, baseado na versão do omnipresente tanque soviético T-54A. Os primeiros veículos foram produzidos em 1958 e foram aceitos para o serviço em 1959, com a produção em série começada em 1963. Aproximadamente 9.500 unidades do tanque foram produzidas e a produção terminou em 1980 com cerca de 5.500 unidades servindo com as forças armadas chinesas. o inicio dos anos 50, e os primeiros Type-59 chineses começaram a ser produzidos em 1959 pela fábrica Nr. 617 de Boutou.
O Type-59 inicialmente foi uma cópia simplificada do T-54, sem equipamento de visão noturna e sem estabilizador do canhão, mantendo-se as restantes características.
Internamente, foram feitas pequenas alterações, sem que as características do veículo tenham sido alteradas. Ele está equipado com um canhão estriado de 100mm capaz de disparar munições de vários tipos.
Foram-lhe adaptados suportes para permitir o transporte de combustível adicional, dando ao tanque uma autonomia de acrescida de 440 para 600Km.
- Type- 59-II

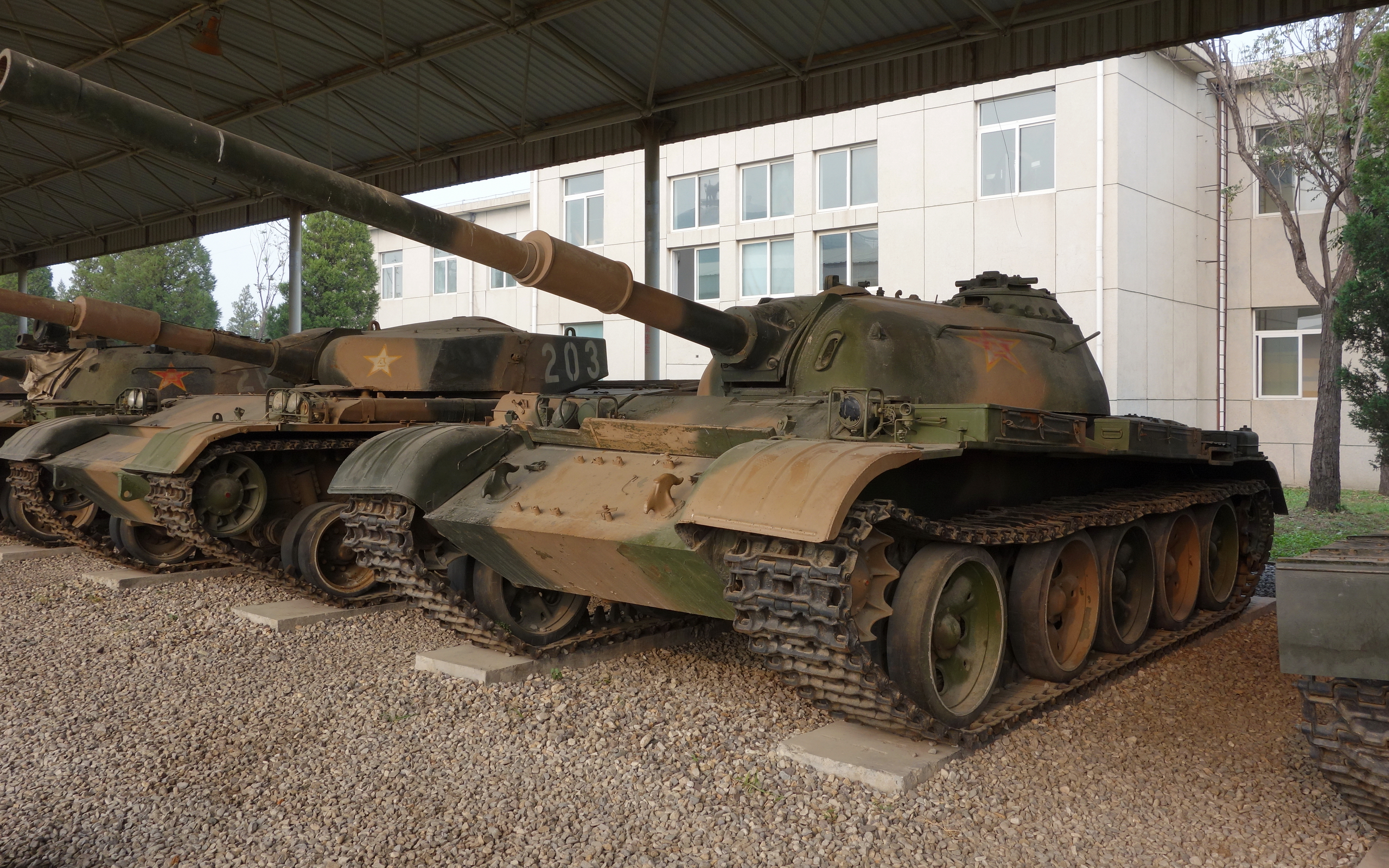
Type 59II.

Entretanto, já no final dos anos 70, a China passou a produzir uma versão deste tanque utilizando uma cópia do canhão L/7 britânico, que está ao serviço do exército chinês desde então, sendo algumas vezes conhecido como M1984.
Ele também conta com um novo motor de 520cv, sistema anti-fogo e novos sistemas de comunicações. Os outros países que utilizam este carro de combate, nomeadamente os países africanos, continuam no entanto a utilizar o Type-59 com o canhão de 100mm derivado do modelo soviético.
As modificações efetuadas, permitiram à industria estatal chinesa apresentar um Kit de conversão para os carros Type-59 do exército chinês e outros exportados para vários países, incluindo o novo canhão de 105mm e um motor ainda mais potente de 720cv.
O modelo Type-59, foi complementado com o modelo Type-69 que é basicamente o mesmo carro de combate, construido de fábrica já com as alterações que foram sendo introduzidas ao longo do tempo no Type-59.

## Variações
- Tipo 59

A variante de base, um T-54A clone sem holofote IR. Entrou em produção em 1957.
- Tipo 59-I

Variante melhorada equipado com um canhão Type 69-II de 100 mm com rifles, assim como um telêmetro laser, servo-hidráulica do sistema de controle de fogo primitivo, sistema de extinção automática de incêndio, e saia de borracha completa. O tipo 59-I inclui várias versões com armaduras diferentes e configurações de controle de fogo.
- Tipo 59-II

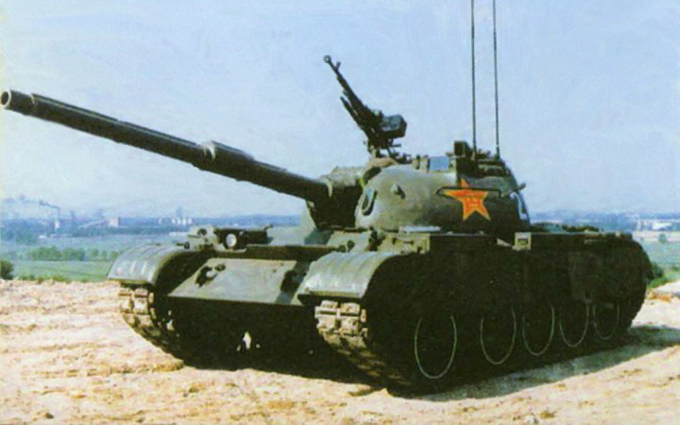
Type 59IIA.

Designação dada pelo fabricante WZ-120B. Suportes de 105 mm Tipo 81 design arma rifled fornecidos pela Áustria (uma cópia da Royal Ordnance L7), distingue-se pela extração de fumo no meio do caminho o barril, mais do que o focinho. Outras melhorias incluem rádio e sistema de combate a incêndios. Produzido a partir de 1982 a 1985.
- Tipo 59-II

Equipado com luva térmica para pistola 105 milímetros e algumas armaduras compostas. Variantes incluem MBT, tanque de comando, e feitos de armas de plástico incluem: B59G e BW120K. O BW120K está equipado com uma arma desenvolvida localmente smoothbore 120 milímetros comparável em desempenho geral do E.U. M-256.
- Type 59D

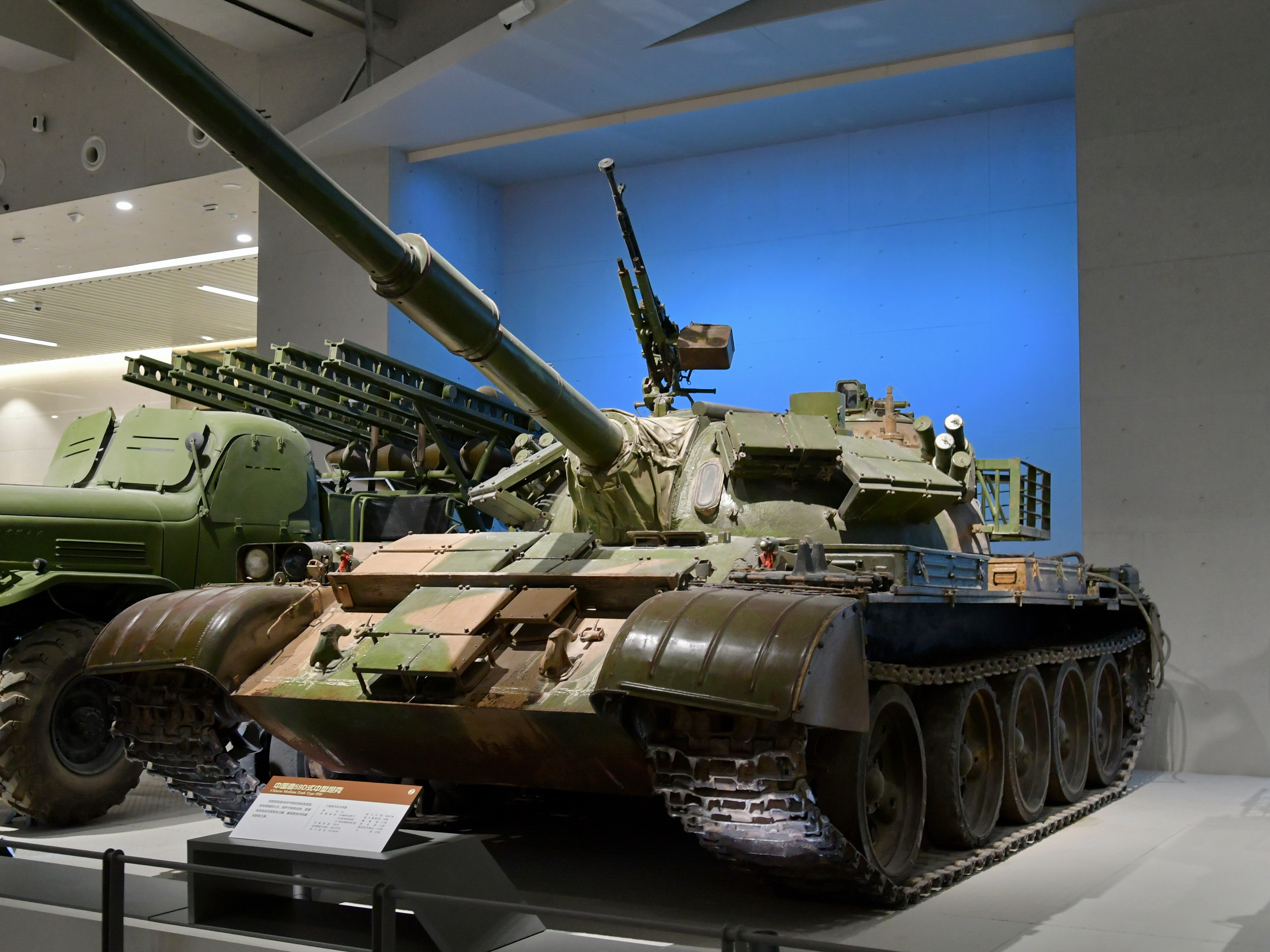
Type 59D

Também conhecido como WZ-120C. O Type 59D foi desenvolvido na década de 1990. Em vez de substituir todo tipo de envelhecimento 59s em serviço com novos modelos, o EPL concluiu que eles devem ser atualizados com novas tecnologias para satisfazer os requisitos para a batalha terrestre do futuro. O Type 59D é equipada com blindagem reativa a explosivos, uma pistola nova, visão noturna passiva e controle do fogo novo. O motor diesel 12150L também foi substituído por um 12150L7 motor de 580 hp. Variantes incluem Type 59D e Tipo 59D1.
Militares do Sudão Industry Corporation (MIC) pode ter licenciado o T-59D para a produção nacional como o Tanque Al-Zubair 2.
- Tipo 59P

Variante construída para o mercado de exportação, com muitos componentes de alta tecnologia encontrada nos modernos tanques de terceira geração.
- Type 62 Light Tank

Em 1950, o PLA apresentou os requisitos para um tanque de luta mais adequada para as operações na região sul da China. Desenvolvimento sobre o novo tanque tipo 62 começou em 1958, que foi um abrandamento do MBT Type 59 com equipamento simplificado. O tanque leve Tipo 62 entrou em produção em 1963, e aproximadamente um lote 800 foram produzidos em 1978.
O Type 62 e um tanque de apenas 21 toneladas e está equipado com um canhão Type 62-85TC 85 milímetros e 3 metralhadoras. Existe uma versão melhorada do tipo 62-I que foi produzido com FCS melhor com telêmetro laser, e suportes de armazenamento arma para proteção adicional. Outras versões baseadas no Tipo 62 incluem a recuperação do veículo Tipo 79 (protótipo só) e Tipo 82 estaleiro.
O PLA implantou o tanque de Tipo 62 para o Vietnã durante 1979 durante o conflito do Vietnã com Camboja. Eles descobriram que a armadura fina do tanque Type 62 pode ser facilmente penetrado por armas anti-tanque, como o RPG de 40 mm. O tanque de sofreu fortes perdas durante o conflito, que convenceu o ELP para desenvolver uma segunda-geração de MBT.
O tanque de recebeu uma grande atualização em 2000, com nova torre soldada, vertical estabilizada do canhão raiado de 105 milímetros, sistema de controle de incêndio, dispositivo de visão noturna, lançadores de granadas de fumo, e blindagem reativa explosiva (ERA).
- Tipo 69 / 79

Melhoria MBT Type 59 construídas por 617 Factory (Mongólia Interior Primeira Machine Group Co. Ltd). Só veio ao serviço limitado no PLA, mas foi um sucesso de exportação na década de 1980 com mais de 2.000 vendidos em todo o mundo.
- Tipo 73

Este anti-retroviral é um Tipo 59 com a sua torre removida. O veículo é equipado com uma única metralhadora 12,7 mm. Este tanque está limitada a operações de reboque.

## Outras Variantes
- Reino Unido

Tipo 59 com canhão de 105 mm L7. Oferecido como um pacote de atualização, nenhum a serviço com as forças britânicas.
Tipo 59 Marksman - Tipo 59 equipado com duas metralhadoras de 35 milímetros de defesa aérea. Oferecido como uma conversão para os operadores do Type 59
- Irão

Tipo T-72Z
- Coreia do Norte

Kok'san - peça de artilharia 170 milímetros, com base no chassis do tipo 59.
- Paquistão

Al-Zarrar
Heavy Industries Taxila do Paquistão apresentou o Al-Zarar Main Battle Tank. A Al-Zarrar foi projetado para melhorar a arma blindada do exército paquistanês Type 59 tanques por meio de armamento mais moderno, controle de incêndio, equipamentos de defesa, etc As melhorias incluem:
- Canhão de 125 milímetros, disparo de APFSDS, HEAT-FS e HE-FS. Carregamento semi-automático de controle de fogo e de imagem estabilizado.

Motor de 730 hp para uma mobilidade melhorada.
Suspensão melhorada.
Defesa melhorada com blindagem reativa a explosivos e anti-minas por baixo.
Type 59 desempenhou um papel importante durante a Guerra Indo-paquistanesa de 1971.

## Utilizadores
- Albânia - 40
- Afeganistão - 100

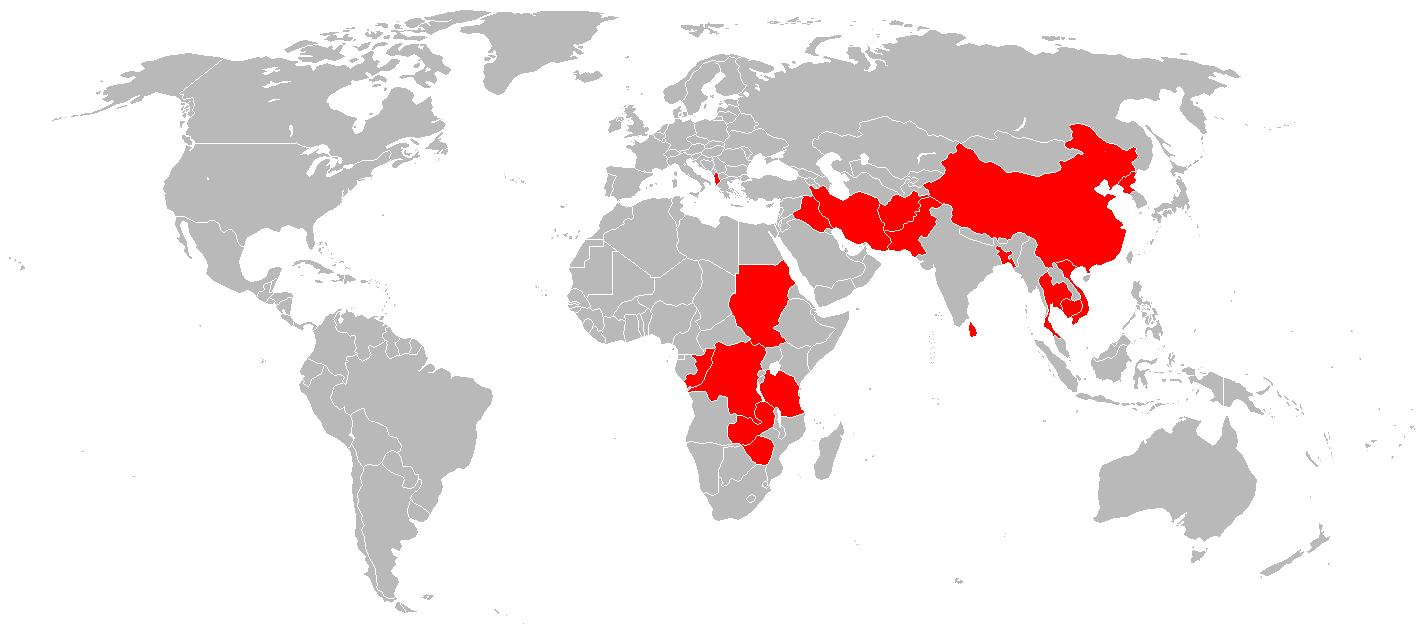
Operadores no mundo

- Bangladesh - 264 (incluindo 30 soviéticos T-54A MBT recebidos como presente da ex-Iugoslávia, que mais tarde foram modificadas para incorporar peças do Type 59 com a ajuda chinesa)
- Camboja - 200
- República do Congo - 20
- Irão - 220
- Coreia do Norte - 175
- Paquistão - 1.200
- China - 5.500 - 6.000
- República Democrática do Congo - 15
- Sri Lanka - 80
- Sudão - 10
- Tanzânia - 30
- Tailândia - 158
- Vietname - 350
- Zâmbia - 20
- Zimbabwe - 30
- Myanmar - Tipo 59D/D1 - 160